# Faramea subsessilis
Faramea subsessilis är en måreväxtart som först beskrevs av Hipólito Ruiz López och Pav., och fick sitt nu gällande namn av Paul Carpenter Standley. Faramea subsessilis ingår i släktet Faramea och familjen måreväxter.
Artens utbredningsområde är Peru. Inga underarter finns listade i Catalogue of Life.